# Teshie
Teshie   este un oraș  în  partea de sud-est a Ghanei,  în regiunea  Marea Accra, port la Golful Guineei. Suburbie a capitalei ghaneze.